# Beta Camelopardalis
Beta Camelopardalis (β Cam) – najjaśniejsza gwiazda w gwiazdozbiorze Żyrafy, odległa od Słońca o około 869 lat świetlnych.

## Charakterystyka
Beta Camelopardalis to żółty nadolbrzym (lub jasny olbrzym), należący do typu widmowego G. Jest około 1592 razy jaśniejszy od Słońca, ma temperaturę około 5300 K, niższą niż temperatura fotosfery Słońca. Ma ona promień około 58 razy większy niż promień Słońca. Masa tej gwiazdy jest 6,5 razy większa niż masa Słońca, uformowała się ona około 53 miliony lat temu. Rozpoczęła życie na ciągu głównym jako reprezentantka gorętszego typu widmowego B, w przyszłości stanie się jeszcze większym czerwonym nadolbrzymem. Gwiazdy o podobnej temperaturze i jasności zazwyczaj są cefeidami, pulsującymi gwiazdami zmiennymi, jednak Beta Camelopardalis wydaje się świecić stabilnie. Jedynym możliwym przejawem niestabilności był nagły rozbłysk zaobserwowany w 1967 roku, który zwiększył jej wielkość gwiazdową o 1m przez około ćwierć sekundy. Gwiazda emituje promieniowanie rentgenowskie, co wskazuje na jej aktywność magnetyczną, a ta może być przyczyną rozbłysku.
Gwiazda ma dwie optyczne towarzyszki. Składnik B o wielkości 7,4m jest odległy o 83,5 sekundy kątowej od nadolbrzyma (pomiar z 2016 r.). Jest to typu widmowego A. Pomiar paralaksy przez sondę Gaia wskazuje, że znajduje się ona znacznie bliżej niż nadolbrzym i nie jest z nim związana grawitacyjnie. Składnik C, o wielkości 11–12m, jest oddalony o 14,9″ od składnika B (pomiar z 2016 r.) i może tworzyć z nim układ podwójny. Gdyby te gwiazdy leżały w tej samej odległości co nadolbrzym, musiałoby dzielić je od niego co najmniej 25 tysięcy au, a obieg wspólnego środka masy zajmowałby co najmniej milion lat.